# Milada Einhornová
Milada Einhornová (10. října 1925, Praha – 25. listopadu 2007, Praha) byla česká fotografka.

## Život a tvorba
Milada Einhornová začala fotografovat koncem války, pak pracovala u filmu jako skriptka a asistentka kamery. Vystudovala filmovou fotografii na FAMU, po dokončení pracovala jako fotografka v Archeologickém ústavu ČSAV, fotografovala knižní příběhy pro děti. Od sedmdesátých let se svým manželem Erichem Einhornem vydávala fotografické vlastivědné publikace.

### Publikace (výběr)
- EINHORNOVÁ, Milada. Rickys Abenteuer. Praha: Artia, 1957.
- KOHOUT, Pavel; EINHORNOVÁ, Milada. Říkali mu Frkos. Praha: SNDK, 1963.
- EINHORNOVÁ, Milada; EINHORN, Erich. Praha zalitá sluncem. Praha: Orbis, 1972.
- EINHORNOVÁ, Milada; EINHORN, Erich. Zlatá Praha. Praha: Panorama, 1983.